# Lam Rukam
Lam Rukam is een bestuurslaag in het regentschap Aceh Besar van de provincie Atjeh, Indonesië. Lam Rukam telt 235 inwoners (volkstelling 2010).